# Lomographa molesta
Lomographa molesta là một loài bướm đêm trong họ Geometridae.